# 東カサイ州
東カサイ州（ひがしカサイしゅう、Kasai-OrientalまたはEast Kasai）は、コンゴ民主共和国に存在する州の1つである。州都はムブジマイ。

## 地理
この州は世界で最も多くのダイヤモンドを産出する地域の1つとして知られる。